# Varglav
Varglaven (Letharia vulpina) är en intensivt gulgrön lav som i Sverige är rödlistad som nära hotad (NT). Varglaven var förr spridd i Sverige, men har efter en stadig tillbakagång under 1900-talet nu sin tyngdpunkt i norra Dalarna och Härjedalen. Laven är fridlyst i hela landet. 
Varglaven växer på gammal, hård, torr ved (främst tallved) i öppna lägen. Vanligtvis hittar man den på torrakor och högstubbar på eller i kanten av myrar. Ett av de största hoten mot laven är att torrakor i rätt lägen knappt nyskapas alls.
Det sägs att varglaven har fått sitt namn från att den förr användes som varggift. Laven innehåller nämligen vulpinsyra, som är giftigt och angriper det centrala nervsystemet med andningsförlamning som följd. Varglav användes i åtlar som man lade ut i skogen åt vargarna.

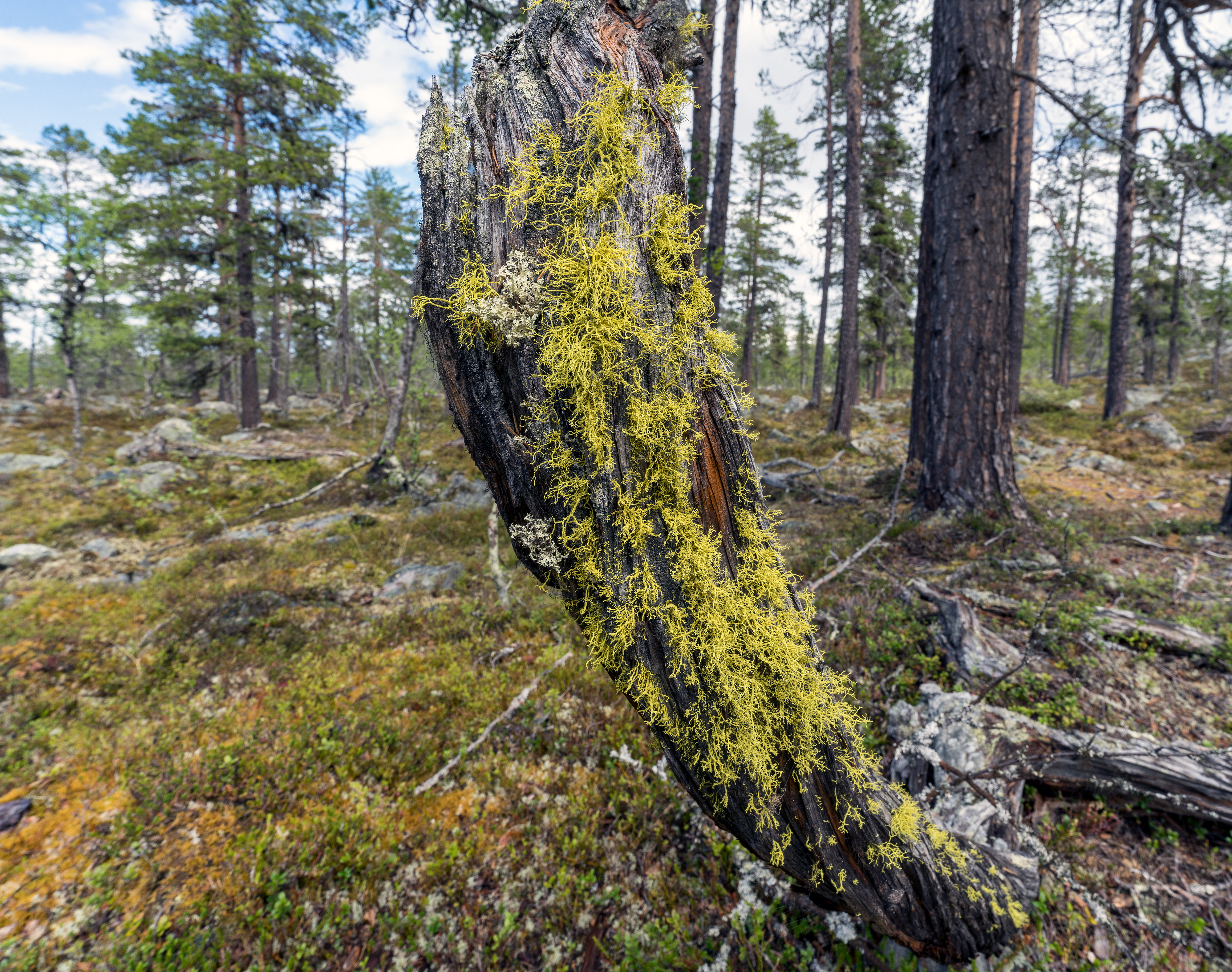
Varglav på död tallgren i Rogens naturreservat.